# Липовое (Марковский район)
Липовое (укр. Липове) — село в Марковском районе Луганской области Украины. Входит в Кабычевский сельский совет.
Население по переписи 2001 года составляло 14 человек. Почтовый индекс — 92423. Телефонный код — 6464. Занимает площадь 0,261 км². Код КОАТУУ — 4422583303.

## Местный совет
92422, Луганська обл., Марківський р-н, с. Кабичівка, пр. Поштовий, 1  (укр.)